# روبرت إيستون (ممثل)
روبرت إيستون (بالإنجليزية: Robert Easton)‏ مواليد 23 نوفمبر 1930 في ميلواكي، الولايات المتحدة - الوفاة 16 ديسمبر 2011 في لوس أنجلوس، كاليفورنيا، الولايات المتحدة، هو ممثل أمريكي بدأ مسيرته الفنية سنة 1949. امتدت مسيرته الفنية لأكثر من 62 عاما.

## الأعمال
- بأغنية في قلبي
- السامي والقوي
- هناك شخص ما يعجب بي
- الفتاة العاملة

## روابط خارجية
- روبرت إيستون على موقع IMDb (الإنجليزية)
- روبرت إيستون على موقع تيرنر كلاسيك موفيز (الإنجليزية)
- روبرت إيستون على موقع أول موفي (الإنجليزية)
- روبرت إيستون على موقع قاعدة بيانات برودواي على الإنترنت (الإنجليزية)
- روبرت إيستون على موقع قاعدة بيانات الفيلم (الإنجليزية)